# Nagyboldogasszony Kéttannyelvű Katolikus Általános Iskola
A Nagyboldogasszony Kéttannyelvű Katolikus Általános Iskola egy 1991 óta Jászberényben működő egyházi működtetésű általános iskola. Jelenleg a Jászberényi Nagyboldogasszony Katolikus Óvoda, Kéttannyelvű Általános Iskola, Középiskola és Kollégium egyik tagintézményeként működik.

## Az iskola története

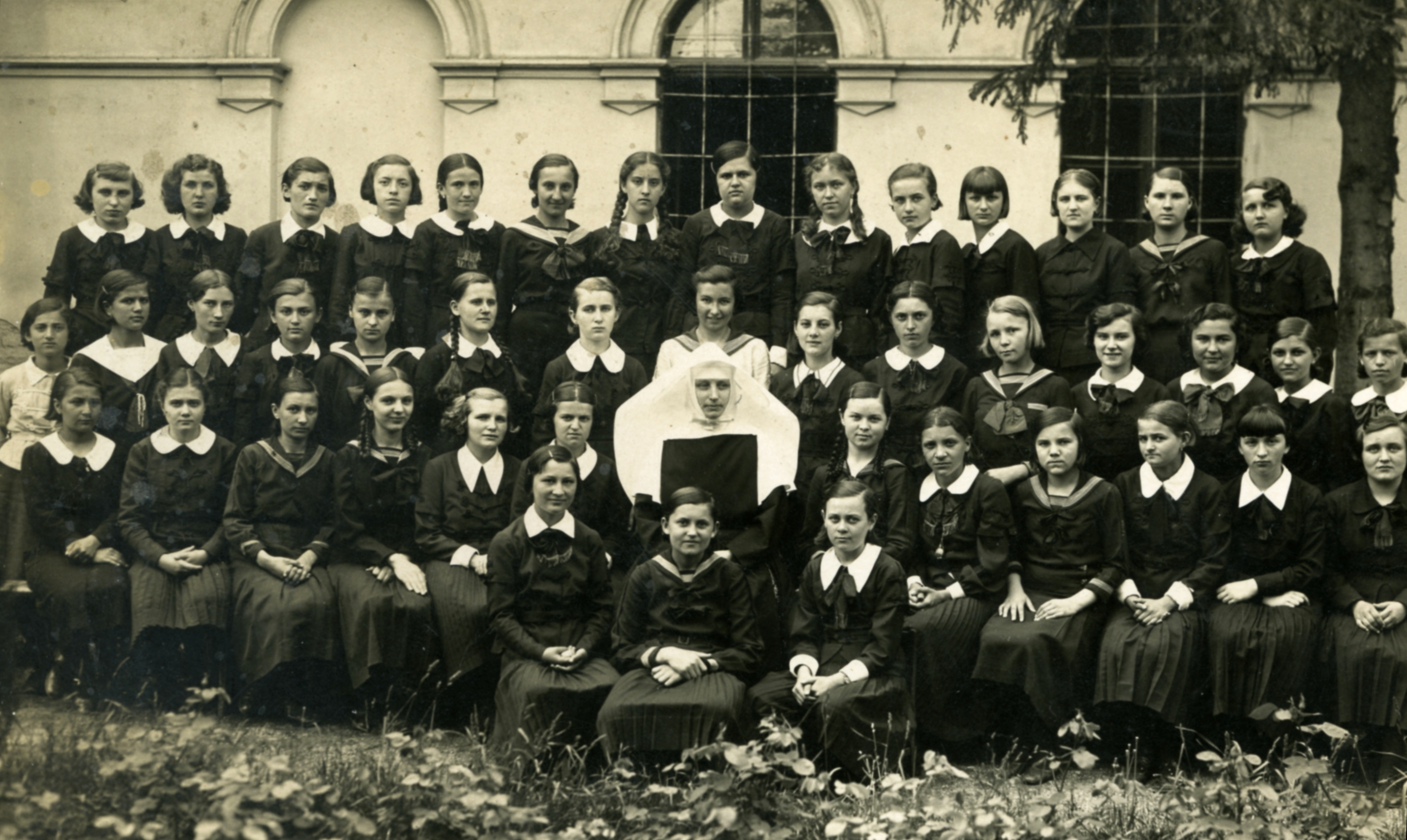
1936 Zárda és Érseki Leánynevelő Intézet

1885-ben épült fel a főépület, mely ekkor Érseki Leánynevelő Intézetként szolgált. A kizárólag lányok számára létrehozott intézményben a polgári iskolákkal megegyeztethető oktatás folyt, melyet a vincés nővérek végeztek. Az épületben 1933-tól a leányiskolával párhuzamosan egy fiúiskola is megkezdte a működését, így 1935/36. tanévben már 175 tanulóval rendelkezett a két intézmény, mely már országosan is magas számnak volt tekinthető. Az épület a növekvő létszám következtében kicsivé vált, így 1934-ben a várostól kapott 4000 pengőnek köszönhetően tornateremmel, színpaddal és új tantermekkel bővült. 1937-től pedig a korábban csak földszintes épületre egy emeletet is húztak.  Mindezek következtében a tanulói létszám 300 fő fölé emelkedett.

Az iskolák a második világháború után az ország többi intézményéhez hasonlóan államosításra kerültek. A fiúiskola az államosítás után a Sztálin-téri Általános Fiúiskola nevet kapta, majd egyszerűen fiúiskola néven emlegették. Kezdetben még ebben az iskolában is imával kezdődött és végződött minden óra, ami oly módon módosult, hogy néma felállás alatt, aki akart imádkozni, az megtehette magában. Az 1969-től pedig az immár koedukált formában működő intézmény felvette a Gyetvai János munkásmozgalmi hős nevét, az így létrejött Gyetvai János Általános Iskola pedig a város színvonalas  általános iskolájaként működött.1976-tól sportiskolaként funkcionált, majd a nyolcvanas években egyre nagyobb teret kaptak a különféle fakultatív tárgyak, így jelent meg az iskola által nyújtott szolgáltatások között a fakultatív német illetve angol oktatás is. 

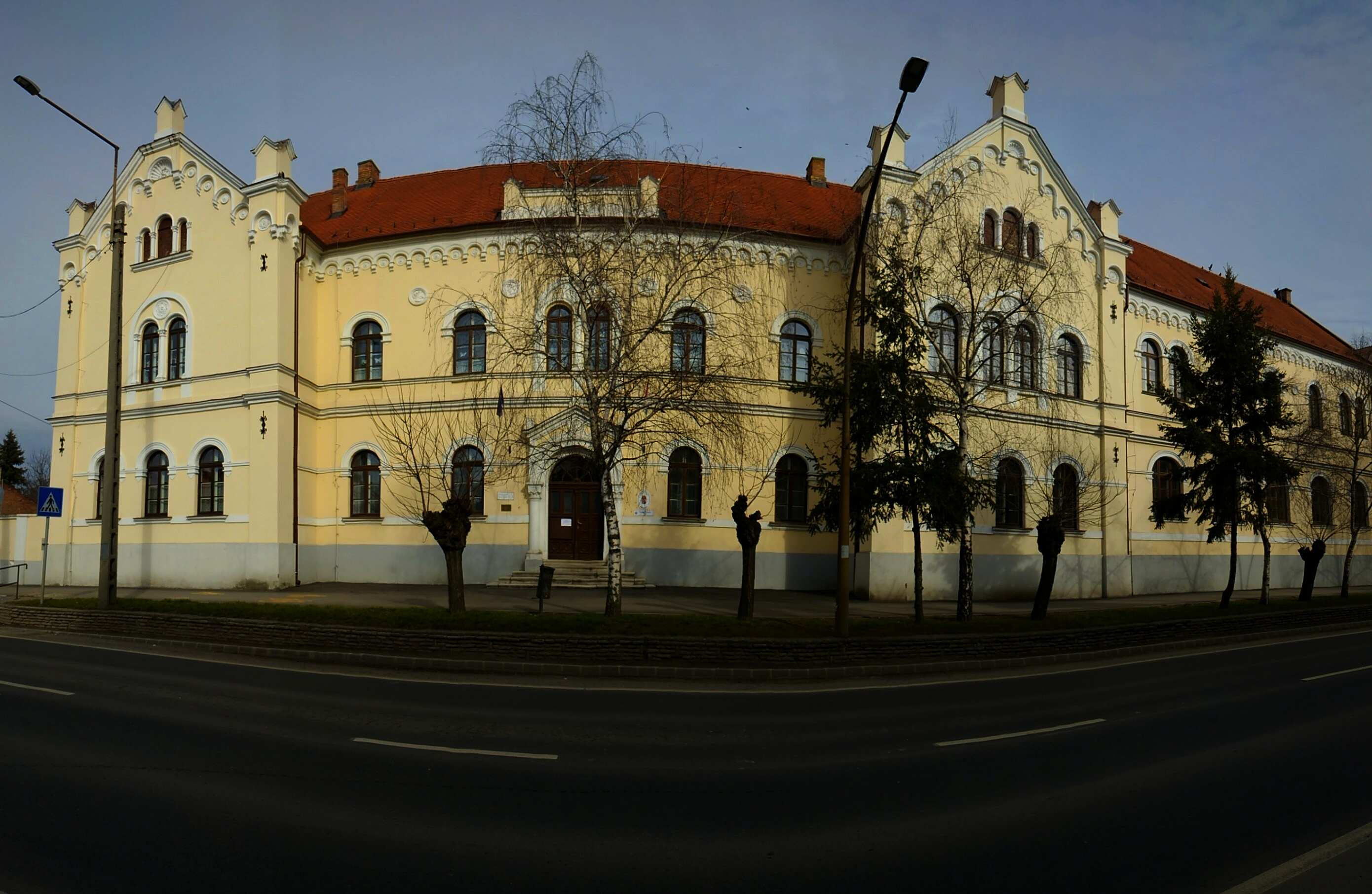
A főépület 2020-ban a külső, homlokzati felújítás után

A rendszerváltozás után a városi képviselő-testület a polgármester, Dr. Magyar Levente javaslatára az intézmény egyházi kézbe történő visszahelyezéséről döntött. 1991 szeptemberében meg is kezdődött az oktatás az immár egyházi fenntartással működő Nagyboldogasszony Katolikus Általános Iskolában, az egyházi jelleget a heti 2 órában történő kötelező hittanóra jelentette. 

## Az iskola ma
A sportosztályt 2007-ben megszüntették és azóta már csak emelt szintű angol, illetve német-magyar kéttanítási nyelvű képzéseket indít az intézmény.